# Амидофторид сульфонила
Амидофторид сульфонила — неорганическое соединение,
фторангидрид аминосульфоновой кислоты
с формулой NH2SO2F,
бесцветная жидкость,
разлагается в воде.

## Получение
- Пропускание аммиака через эфирный раствор дифторида пиросульфурила:

{\displaystyle {\mathsf {S_{2}O_{5}F_{2}+2NH_{3}\ {\xrightarrow {-30^{o}C}}\ NH_{2}SO_{2}F+NH_{4}SO_{3}F\downarrow }}}

## Физические свойства
Амидофторид сульфонила образует бесцветную очень гигроскопичную жидкость.
Растворяется в ацетонитриле, уксусноэтиловом эфире, диэтиловом эфире, хлороформе.

## Химические свойства
- Бурно реагирует с водой:

{\displaystyle {\mathsf {NH_{2}SO_{2}F+H_{2}O\ {\xrightarrow {}}\ NH_{4}SO_{3}F}}}